# Goran Radojević
Goran Radojević (* 9. November 1963) ist ein ehemaliger serbischer Fußballspieler, der neben der serbischen auch die deutsche Staatsangehörigkeit besitzt.

## Karriere
Radojević spielte in Jugoslawien zunächst für seinen Heimatverein Radnički Kragujevac, später folgten die Stationen Rad Beograd, Spartak Subotica und NK Osijek. 1990 zog es ihn nach Österreich, wo er zwei Spielzeiten lang für den Bundesligisten Sturm Graz aktiv war und in der Saison 1991/92 für die Grazer auch im UEFA-Pokal zum Einsatz kam.
1992 absolvierte Radojević ein Probetraining beim deutschen Zweitligisten Eintracht Braunschweig, aufgrund einer Verletzung kam es jedoch nicht zur Vertragsunterzeichnung. Nach einer Saison bei den Sportfreunden Siegen schloss sich Radojević 1993/94 doch noch der Eintracht an. 1994 wechselte er zum Wolfenbütteler SV und beendete gleichzeitig seine Profilaufbahn, um eine Stelle als Dolmetscher in der JVA Wolfenbüttel anzunehmen.
In der Folge blieb Radojević in der Region Braunschweig/Wolfenbüttel im Amateurbereich aktiv und betreute u. a. als Spielertrainer den TSV Sickte (bis 2004) und den SV Broitzem. Seit 2012 ist er Co-Trainer der A-Jugend von Eintracht Braunschweig.